# 眾星國際
漢承泰企業股份有限公司原名眾星國際（Astral Epoch Co., Ltd.），為第一家台灣股票上櫃的藝人經紀公司。早期為製造有線網路和無線網路設備的電子廠捷超通訊科技，後轉型改名眾星國際；經歷董事長掏空案後改名漢承泰，但公司英文名不變。

## 簡介
90年代電腦革命初期曾引進Motorola晶片製成電話線上網用的家用撥接數據卡，也就是半軟體式數據機。前中華民國外交部部長田弘茂曾擔任該公司董事。後逐漸跨入ADSL相關硬體製造，2000年後開始製造無線網路卡等設備，並利用開曼群島註冊GSTek Inc轉投資中國大陸捷普特科技，開始製造 Aisc TV Module電腦用第四台電視卡和多種晶片的USB擴充卡販售。2005年後因電腦界規格改變以及市場上類似廠商增多，競爭失利下開始大幅虧損，金融海嘯後力圖轉型為藝人經紀公司，故分為演藝部門和電子部門並改名眾星國際；成為少見的公司形態。2012年與香港衛視簽訂合作合約，並跨入北京同仁堂藥酒台灣代銷業務。但多元轉型並不理想，之後販售中和市立德街MIT二期廠房，卻發生掏空案。
2012年6月股市公開資訊揭露，公司提列虧損新臺幣2億6785萬3667元。
2013年該公司對其前董事長鍾炳南提起訴訟，鍾炳南涉嫌以假契約方式掏空公司。同年10月辦理私募現金增資50,000仟股，吳昊恩任新董事長積極兩岸演藝投資方向。
2014年投資製作人沈時華的連續劇白袍下的高跟鞋並於台灣播出，5月投資藝術電影到不了的地方和製作人李典勇的品牌情人。2015年後投資大陸電影北灣漂漂和連續劇男人三十無立，並承辦2015海峽兩岸荷花展。
2016年8月，中華民國證券櫃檯買賣中心公告，漢承泰有價證券自9月26日起終止在證券商營業處所買賣。漢承泰連續6個月公告之營業收入為零，依據櫃買中心業務規則第12條之2第1項第7款而下櫃，新董事長徐金龍上任後又對前任董事長吳昊恩提告，認為其挪用子公司捷和公司1200萬元。

## 外部連結
- 漢承泰企業股份有限公司 （页面存档备份，存于）